# 西施瓦地區
西施瓦地區（Mirab Shewa Zone）是埃塞俄比亞奧羅米亞州的12個地區之一，面積21,551.98平方公里，西面是南方各族州，西南面接壤吉馬地區，西北面是索馬里州，西北方是東沃萊加地區，北臨阿姆哈拉州。根據埃塞俄比亞中央統計局2005年的資料，西施瓦人口約3,294,232，其中男性1,625,107人，女性1,669,125人，12.3%居民住在市區，人口密度為每平方公里152.85人。